# Jesús Sanjurjo
Jesús Sanjurjo González (Abres, Vegadeo, 16 de diciembre de 1954) es un directivo empresarial y político español, consejero en diversas empresas de ThyssenKrupp en España.

## Biografía
Hermano de Pedro Sanjurjo, presidente de la Junta General del Principado de Asturias desde abril de 2012, cursó estudios de Filosofía y Letras en la Universidad de Oviedo que no finalizó. En los años 1970 ya estaba vinculado con los movimientos políticos en la oposición al franquismo en Asturias. Todavía en la clandestinidad, en el verano de 1975, fue elegido secretario general de la Federación Socialista Asturiana (FSA-PSOE) en el interior, cargo que renovó en los sucesivos congresos hasta 1988. En las elecciones generales de 1979 fue elegido diputado al Congreso por la circunscripción de Asturias, segundo de la lista del Partido Socialista Obrero Español (PSOE) tras Luis Gómez Llorente. Abandonó el escaño un año después, sustituyéndole Ludivina García Arias, para participar en el órgano preautonómico del Principado asturiano como consejero de Presidencia. Fue uno de los redactores del Estatuto autonómico asturiano y fue elegido diputado de la Junta General del Principado en las elecciones de 1983, renovando el escaño en 1987. Al año siguiente abandonó la vida política para trabajar en la empresa privada. En 2011 fue galardonado con la Medalla de plata de Asturias.